# Dolní Dobřejov
Dolní Dobřejov je malá vesnice, část obce Střezimíř v okrese Benešov. Nachází se 1,5 km na severozápad od Střezimíře. V roce 2009 zde bylo evidováno 8 adres. Dolní Dobřejov leží v katastrálním území Bonkovice o výměře 4,59 km².

## Historie
První písemná zmínka o vesnici pochází z roku 1378. Na počátku 16. století byl Dobřejov součástí panství Borotín a roku 1517 již byl rozlišován Dolní a Horní. Na počátku 17. století patřily obě vsi ke tvrzi v Uhřicích.
Ve vsi má Zoo Praha chovnou stanici koně Převalského.

## Další fotografie

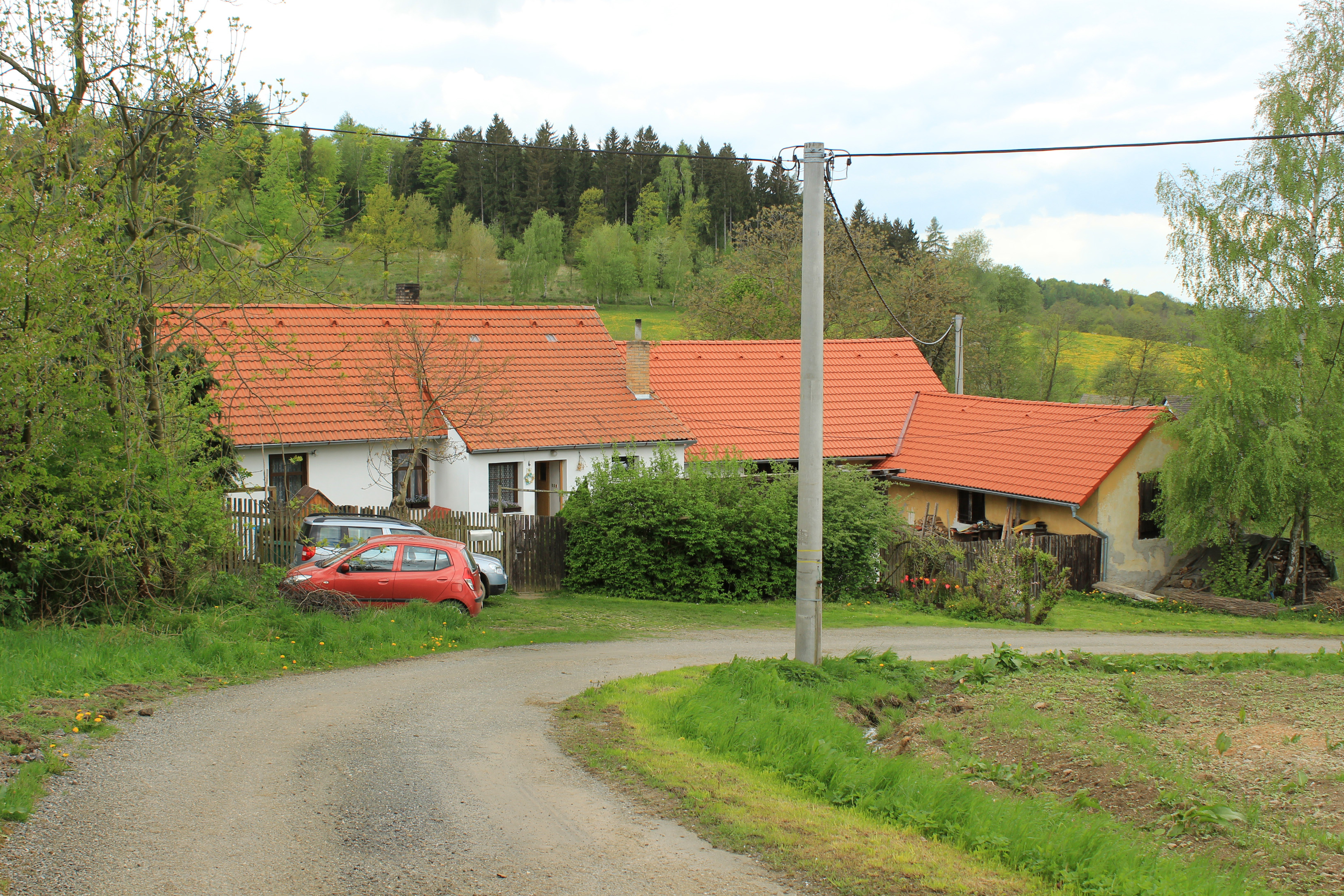
Dům čp. 6
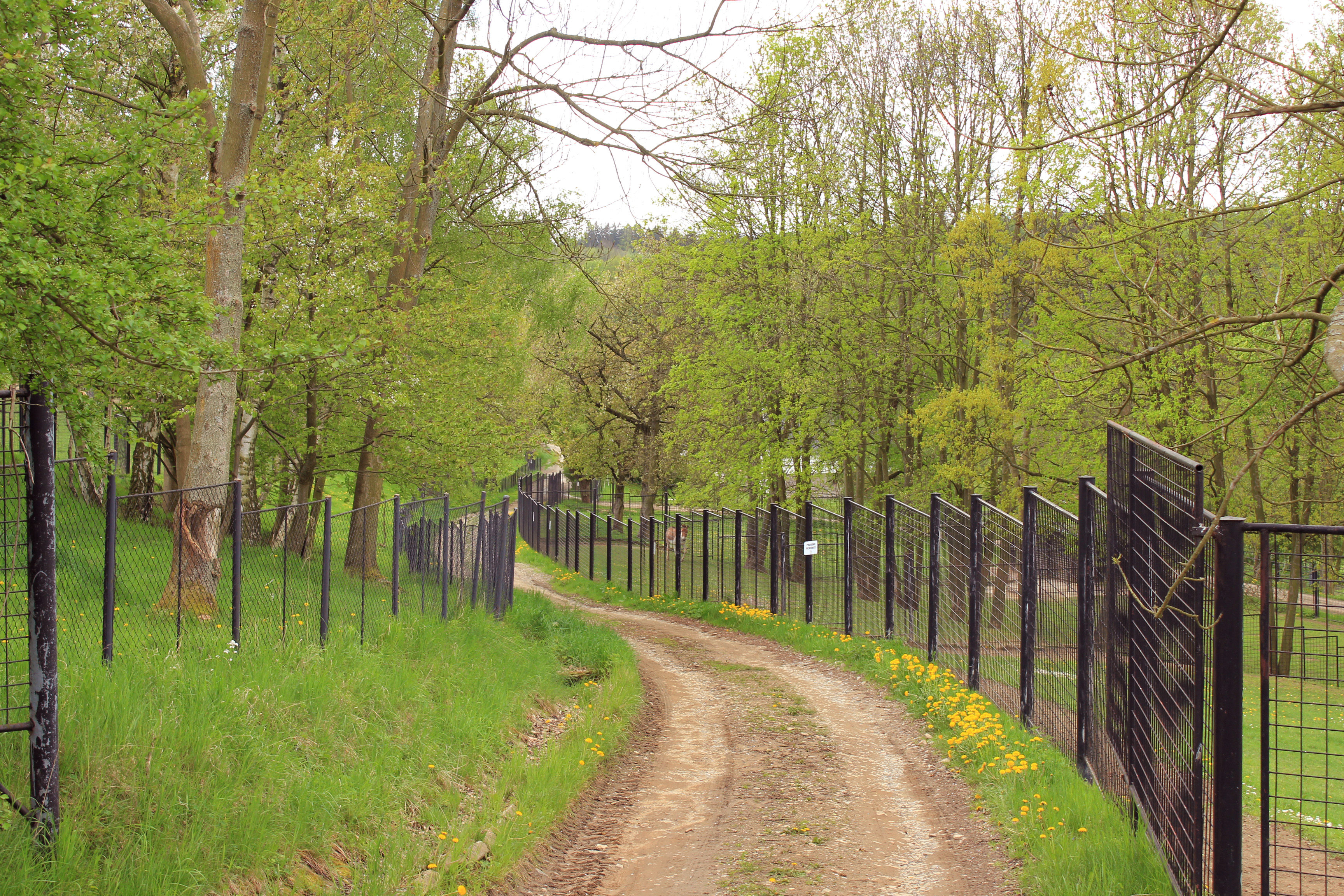
Ohrady pro chov koní Převalského
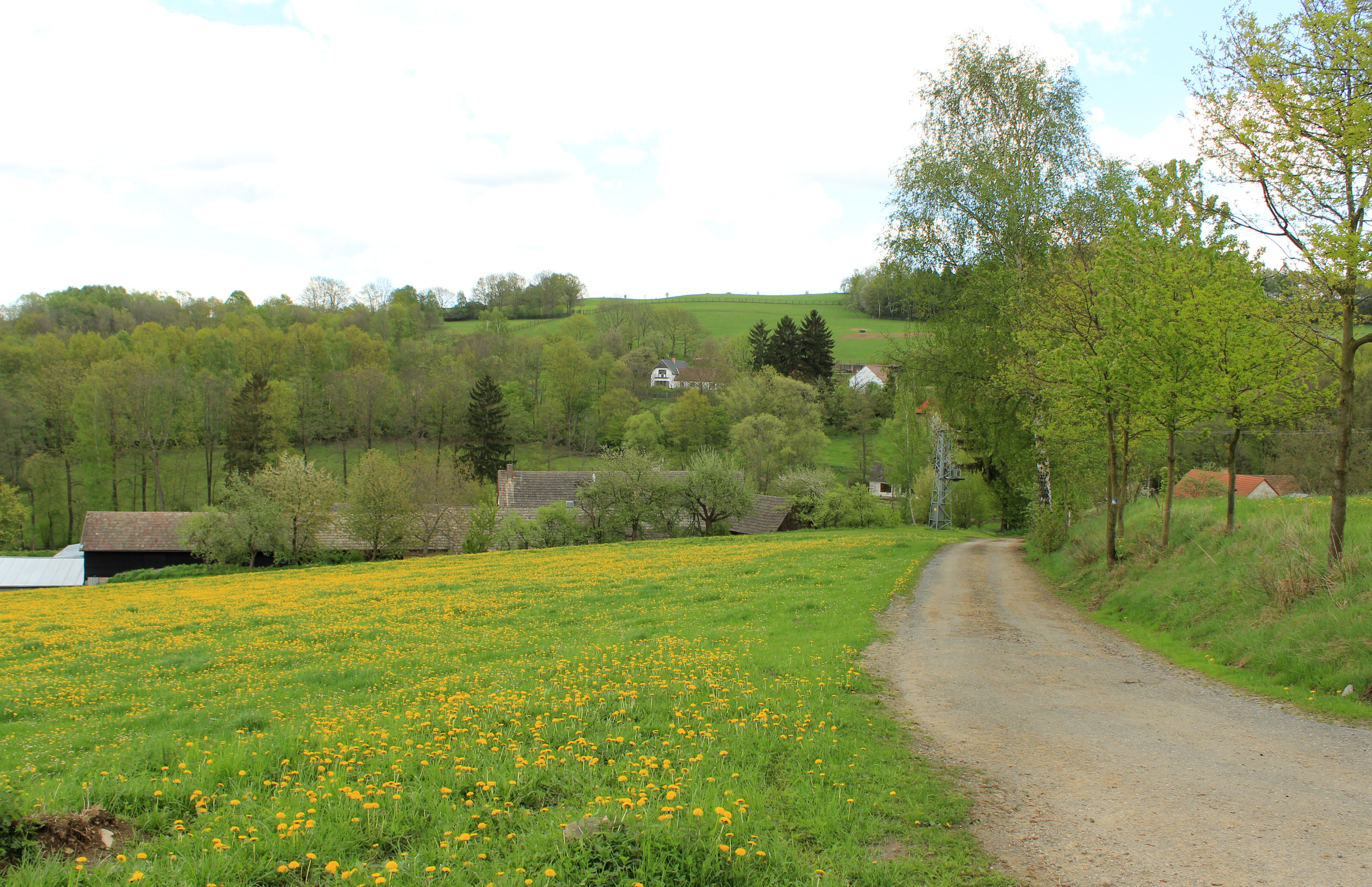
Vesnice od západu